# 卡爾·貝爾納多特
卡爾·古斯塔夫·奧斯卡·弗雷德里克·克里斯蒂安·贝尔纳多特（瑞典語：Carl Gustaf Oscar Fredrik Christian, Prince Bernadotte，1911年1月10日—2003年6月27日），西約特蘭公爵卡爾王子與丹麥公主丹麥的英格堡公主之獨、么子。原為卡爾王子，東約特蘭公爵，後來成為威斯堡伯爵。